# Rasra
Rasra es una ciudad y municipio situada en el distrito de Ballia en el estado de Uttar Pradesh (India). Su población es de 31765 habitantes (2011). 

## Demografía
Según el censo de 2001 la población de Rasra era de 29263 habitantes, de los que el 52% eran hombres y el 48% mujeres. Rasra tiene una tasa media de alfabetización del 64%, superior a la media nacional del 59,5%: la alfabetización masculina es del 69%, y la alfabetización femenina del 59%.